# Даниел Ейбрахам
Даниел Ейбрахам (на английски: Daniel Abraham) е американски писател, автор на бестселъри в жанровете научна фантастика, сатира, хорър и фентъзи. Пише и под псевдонима М. Л. Н. Хановер (на английски: M L N Hanover), и заедно с писателя Тай Франк под съвместния псевдоним Джеймс С. А. Кори (на английски: James S A Corey).

## Биография и творчество
Даниел Ейбрахам е роден на 15 ноември 1969 г. в Албакърки, Ню Мексико, САЩ. Завършва с бакалавърска степен Университета на Ню Мексико.
Разказите му имат множество публикации и са включвани в антологии. Неговата новела „Flat Diane“ е номинирана за Небюла, а „The Cambist and Lord Iron: a Fairytale of Economics“ е номинирана за Хюго и Световна награда за фентъзи.
Даниел Ейбрахам живее със семейството си в Албакърки, Ню Мексико.

### Като Даниел Ейбрахам

#### The Long Price Quartet
- A Shadow in Summer (2006)
- A Betrayal in Winter (2007)
- An Autumn War (2008)
- The Price of Spring (2009)
- Shadow and Betrayal (2010)
- Seasons of War (2010)

#### Кинжалът и Монетата
- The Dragon's Path (2011)
Пътят на дракона, изд.: ИК „Бард“, София (2012), прев. Милена Илиева
- The King's Blood (2012)
Кралска кръв, изд.: ИК „Бард“, София (2012), прев. Милена Илиева
- The Spider's War (2013)
- The Widow's House (2014)
- The Spider's War (2016)

#### Други романи
- Hunter's Run (2007) – с Гарднър Дозоа и Джордж Р. Р. Мартин
Бягащият ловец, изд.: ИК „Бард“, София (2009), прев. Валерий Русинов

#### Сборници
- Leviathan Wept and Other Stories (2010)

#### Комикси
- Игра на тронове, A Game of Thrones (2011) – адаптация по романа на Джордж Р. Р. Мартин

### Като М. Л. Н. Хановер

#### The Black Sun's Daughter
- Unclean Spirits (2008)
- Darker Angels (2009)
- Vicious Grace (2010)
- Killing Rites (2011)
- Graveyard Child (2013)

### Като Джеймс С. А. Кори

#### Серия „Експанзията“ (The Expanse)
„Експанзията“ е серия романи в жанра космическа опера написани съвместно с Тай Франк под общия псевдоним Джеймс С. А. Кори
1. Leviathan Wakes (2011)
Левиатан се пробужда, изд.: ИК „Бард“, София (2012), прев. Юлиян Стойнов
2. Caliban's War (2012)
Войната на Калибан, изд.: ИК „Бард“, София (2013), прев. Иван Иванов
3. Gods of Risk (2012)
4. Abaddon's Gate (2013)
Вратата на Абадон, изд.: ИК „Бард“, София (2014), прев. Юлиян Стойнов
5. The Churn (2014)
6. Cibola Burn (2014)
Сибола гори, изд.: ИК „Бард“, София (2015), прев. Юлиян Стойнов
7. Nemesis Games (2015)
Игрите на Немезида, изд.: ИК „Бард“, София (2018), прев.
8. Babylon's Ashes (2016)
9. Persepolis Rising (2017)
10. Tiamat's Wrath (2019)

Новели в света на „Експанзията“
0.5. The Butcher of Anderson Station (2011) – предистория на серията
2.5. Gods of Risk (2012)
3.5. The Churn (2014)
5.5. The Vital Abyss (2015)
6.5. Strange Dogs (2017)